# We Can Make It!
«We Can Make It!» es el decimonoveno sencillo de la banda japonesa Arashi. El sencillo fue lanzado en dos ediciones; una edición normal que contiene una versión karaoke de las canciones del sencillo y una edición limitada donde contiene una pista adicional y un set de tarjetas.
El sencillo debutó en el primer lugar del Oricon Chart, con las ventas iniciales de 151 000 copias. El sencillo es el segundo consecutivo utilizado para un drama de televisión Bambino de un miembro de la banda Jun Matsumoto. 

## Información del sencillo

### "We Can Make It!"
- Letras: Unite
- Letras del Rap: Sakurai Sho
- Compuesto por: Fredrik Thomander and Anders Wikstrom
- Arreglado por: Masaya Suzuki
- La canción fue usada como opening y tema principal del drama Bambino de Jun Matsumoto.

### "Di-Li-Li"
- Letras y compuesto por: Akatsuki Kitagawa
- Letras del Rap: Shō Sakurai
- Arreglado por: Suzuki Masaya
- La canción fue usada sobre el anuncio de televisión de C1000×

### "Future"
- Letras y compuesto por: 100+
- Letras del Rap: Shō Sakurai
- Arreglado por: ha-j

## Lista de pistas
- Edición Normal Lista de pistas

| # | Título de pista             | Duración |
| - | --------------------------- | -------- |
| 1 | "We Can Make It!"           | 4:10     |
| 2 | "Di-Li-Li"                  | 4:16     |
| 3 | "We Can Make It!" (Karaoke) | 4:10     |
| 4 | "Di-Li-Li" (Karaoke)        | 4:16     |

- Edición Limitada Lista de pistas

| Pista # | Título de pista   | Duración |
| ------- | ----------------- | -------- |
| 1       | "We Can Make It!" | 4:10     |
| 2       | "Di-Li-Li"        | 4:16     |
| 3       | "Future"          | 3:41     |

## Ventas

### Oricon sales chart (Japón)
| Lanzamiento       | Lista                        | Posición máxima | Índice total de ventas |
| ----------------- | ---------------------------- | --------------- | ---------------------- |
| 2 de mayo de 2007 | Oricon Daily Singles Chart   | 1               | 30 754                 |
| 9 de mayo de 2007 | Oricon Weekly Singles Chart  | 1               | 150 546                |
| Mayo de 2007      | Oricon Monthly Singles Chart | 2               | 190 150                |
| 2007              | Oricon Yearly Singles Chart  | 27              | 204 775                |